# Poggenpohlsmoor
Das Poggenpohlsmoor ist ein Naturschutzgebiet in der Gemarkung Dötlingen (Landkreis Oldenburg, Niedersachsen).

## Beschreibung
Das Poggenpohlsmoor (plattdeutsch: Poggenpohl = hochdeutsch: Froschkuhle) ist ein 116,0 ha großes Gebiet östlich der Hunte, 2,5 km nordwestlich von Dötlingen. Das Naturschutzgebiet mit der Kennzeichen-Nummer NSG WE 215 ist ein Kalkflachmoor am ehemaligen Prallufer der Hunte. Nach Laufveränderungen des Flusses entstand es in einer Mulde am Geesthangfuß. Sein Wasserhaushalt ist bis heute einigermaßen intakt, da ausreichend Wasser aus den quelligen Bereichen der Geest in das Moor einströmt. Bislang konnte das Arteninventar des Moores bewahrt werden, so dass zahlreiche bedrohte Tiere – allen voran der Moorfrosch – und ebenso etliche seltene Pflanzenarten hier leben.
Das Naturschutzgebiet ist deckungsgleich mit dem FFH-Gebiet 051 "Poggenpohlsmoor".

## Geschichte
Mit Erstverordnung vom 6. November 1939 und mit gültiger Verordnung vom 4. Oktober 1993 wurde das Gebiet "Poggenpohlsmoor" zum Naturschutzgebiet erklärt. Zuständig ist der Landkreis Oldenburg als untere Naturschutzbehörde.